# Sävsjö stadshus

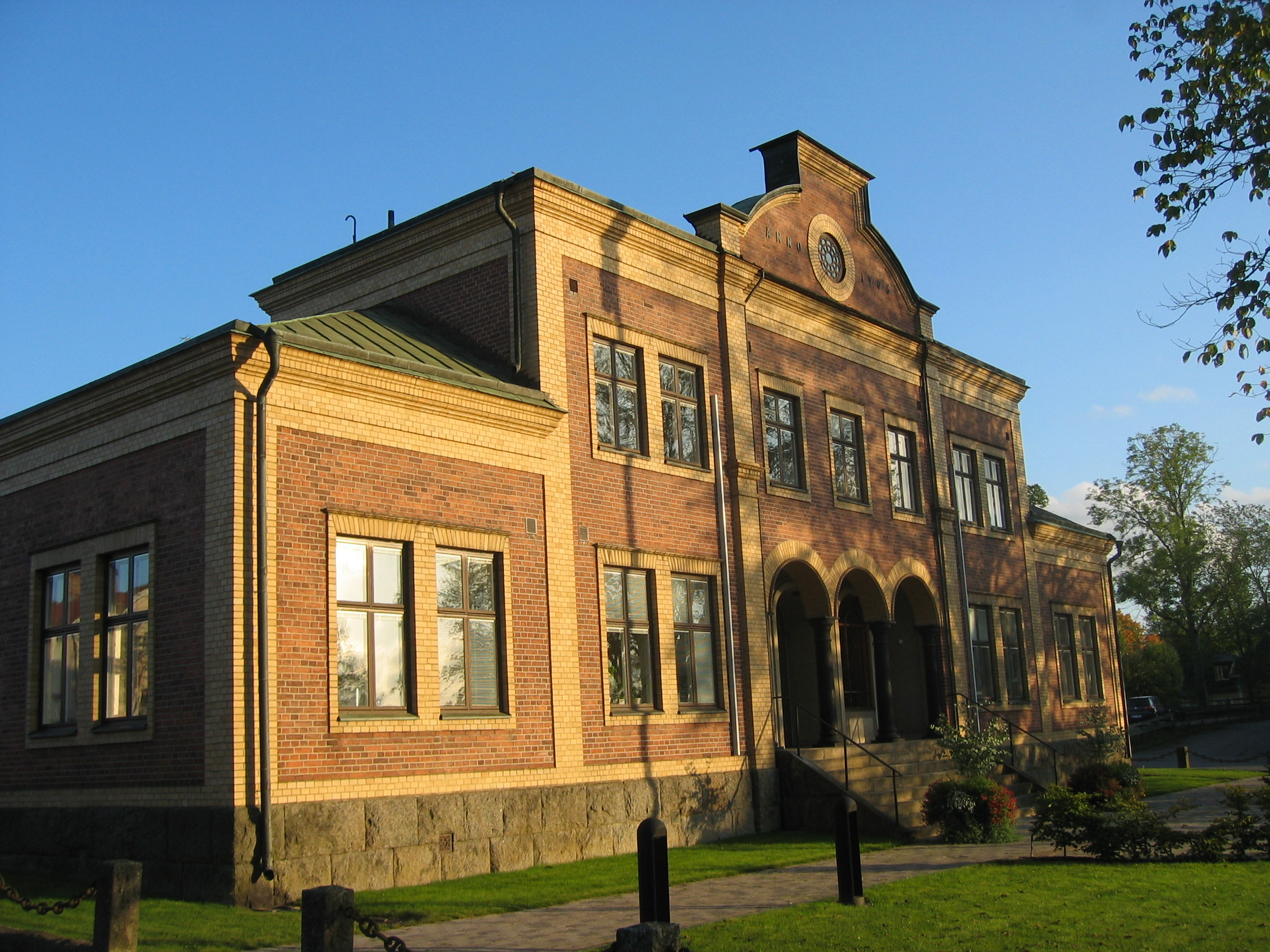
Sävsjö tings- och stadshus, idag använt som en del av kommunhuset tjänande Sävsjö kommun

Sävsjö stadshus (även kallat Tingshuset) är ett kommunhus beläget i Sävsjö stad, Sävsjö kommun, Jönköpings län. Sävsjö stadshus är den moderna benämningen på den grupp av byggnader som idag tillhandahåller lokaler för Sävsjö kommuns administration. Byggnaden kan sägas vara uppdelad i två delar, dels en äldre del vilken tidigare var Sävsjö tingshus, och dels i en modernare del uppförd på 1970-talet. 
Den äldre delen av Sävsjö stadshus uppfördes 1908, då som tingshus tjänande Västra Njudungs tingslag. Det ritades och byggdes av John Johnsson från Värnamo. Den tidigare häradsrätten hade varit belägen i Komstad strax utanför Sävsjö, men då Sävsjö började växa som stationssamhälle fick platsen ta över ansvaret som tingssäte. Till det moderna Sävsjö uppfördes ett pampigt och rådhusliknande tingshus, då Sävsjö aspirerade på att bli stad och då skulle få sin egen rådhusrätt. Centraliseringar och nedläggningar av olika tingssäten runt om i Sverige gjorde dock att Sävsjö 1971 tappade sin status som tingsställe i Njudungs domsaga, som slogs samman med ett flertal andra domsagor och bildade Eksjö domsaga. Byggnaden togs över av den nybildade Sävsjö kommun som beslutade att bygga till en höghuslänga till det gamla tingshuset och därefter omvandla hela komplexet till kommunhus.    
Sävsjö stadshus blev 2020 framröstat till Höglandets vackraste kommunhus.